# Anniken Hauglie

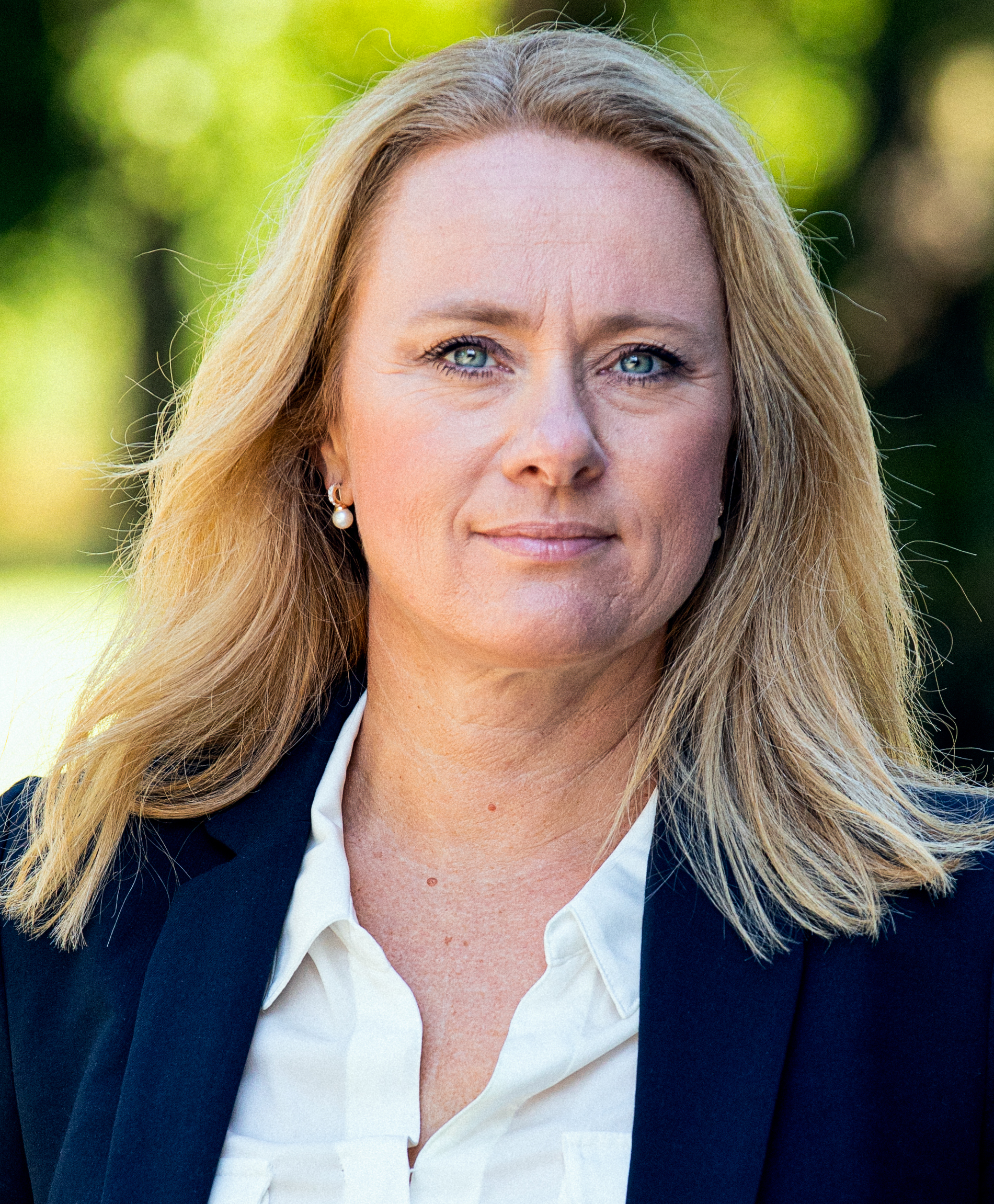
Anniken Hauglie, 2020

Anniken Hauglie (* 10. September 1972 in Oslo) ist eine norwegische Politikerin der konservativen Partei Høyre. Von Dezember 2015 bis Januar 2020 war sie die Arbeits- und Sozialministerin ihres Landes.

## Leben
Hauglie studierte von 1991 bis 1995 Staatswissenschaften, Philosophie und Ethik und von 1995 bis 2000 Soziologie an der Universität Oslo. Dabei war sie zwischen 1995 und 1996 als Redakteurin und Journalistin bei der konservativen Studentenzeitung Minerva tätig. Für die Høyre-Fraktion im norwegischen Nationalparlament Storting wirkte sie von 2001 bis 2003 als politische Beraterin. Am 1. Januar 2003 begann sie unter Ministerin Ingjerd Schou als politische Referentin im Sozialministerium zu arbeiten. Ihre Zeit dort endete im Juni 2004. Ab 2005 fungierte sie unter anderem als Beraterin für die Verbraucherbehörde Forbrukerrådet und für ihre Partei.
In den Jahren 2010 bis 2013 leitete Hauglie den Bereich Gesundheit der Osloer Stadtregierung (Byråd), bis 2015 dann das Departement für Wissenschaft und Bildung. Am 16. Dezember 2015 wurde sie zur Arbeits- und Sozialministerin in der Regierung Solberg ernannt.
Im Oktober 2019 wurde bekannt, dass die dem Arbeits- und Sozialministerium unterstellte Behörde NAV über mehrere Jahre hinweg Personen ohne rechtliche Grundlage Leistungen kürzte und es in der Folge auch zu Haftstrafen kam. In den Medien wurde dies als „NAV-Skandal“ bezeichnet. Hauglie wurde von den Oppositionsparteien im Storting vor allem vorgeworfen, zu lange nach dem internen Bekanntwerden des Sachverhalts gewartet zu haben, so dass noch weitere Fehlentscheidungen und -urteile gefällt werden konnten. Ein im November 2019 vom Rødt-Politiker Bjørnar Moxnes veranlasstes Misstrauensvotum gegen sie ging mit insgesamt nur einer Stimme gegen sie zu ihren Gunsten aus. Während der Anhörungen im Storting sprach sich im Januar 2020 auch die Fraktion der Sosialistisk Venstreparti (SV) dafür aus, ein Misstrauensvotum gegen sie zu unterstützen. Die weiteren Oppositionsparteien gaben an, das Ende der Anhörung abwarten zu wollen.
Am 24. Januar 2020, als es durch den Regierungsaustritt der Fremskrittspartiet zu einer größeren Kabinettsumbildung kam, schied Hauglie schließlich ohne Misstrauensvotum aus der Regierung aus. Hauglie gab an, dass der Rücktritt auf eigenen Wunsch erfolgt wäre. Am 31. März 2020 wurde sie als neuer CEO des Arbeitgeberverbands Norsk olje og gass, der für die Interessen der norwegischen Ölwirtschaft eintritt, vorgestellt. Sie übernahm dabei den Posten von Karl Eirik Schjøtt-Pedersen.
Hauglie ist mit dem Høyre-Politiker Lars Jacob Hiim verheiratet und hat zwei Kinder.